# Daryl Murphy
Daryl Murphy (Waterford, 1983. március 15.) ír válogatott labdarúgó, aki jelenleg a Nottingham Forest játékosa.

## Sikerei, díjai

### Klub
- Waterford United
  - Ír másodosztály: 2002–03
- Sunderland
  - Angol másodosztály: 2006–07
- Newcastle United
  - Angol másodosztály: 2016–17

### Egyéni
- - Angol másodosztály gólkirály: 2014–15